# Xaniona takizawai
Xaniona takizawai är en insektsart som först beskrevs av Matsumura 1932.  Xaniona takizawai ingår i släktet Xaniona och familjen dvärgstritar. Inga underarter finns listade i Catalogue of Life.